# Vegar Eggen Hedenstad
Vegar Eggen Hedenstad, född 26 juni 1991, är en norsk fotbollsspelare som spelar för Rosenborg.

## Landslagskarriär
Hedenstad debuterade för Norges landslag den 15 januari 2012 i en 1–1-match mot Danmark, där han blev inbytt i halvlek mot Lars Christopher Vilsvik.